# Lidia Mirchandani
Lidia Mirchandani Villar (Santa Cruz de Tenerife, 28 luglio 1976) è un'ex cestista spagnola.

## Carriera
Con la Spagna ha disputato i Campionati europei del 2001 e i Campionati mondiali del 2002.